# Crocidura glassi
Crocidura glassi е вид бозайник от семейство Земеровкови (Soricidae). Видът е световно застрашен, със статут Уязвим.

## Разпространение
Разпространен е в Етиопия.